# Col·lectiu Albaïna
El Col·lectiu Albaïna és una organització assembleària, d'esquerres i municipalista del poble de Sóller que es va crear el juny de 2011. Els seus principals objectius són l'aprofundiment de la democràcia participativa, la dinamització del teixit associatiu del poble i la transformació del model productiu i econòmic per fer-lo més sostenible i més igualitari. La seva seu és al Casal La Victòria.

## Història

### 2012: La lluita per la subvenció del Túnel
L'any 2012 va estar marcat per les mobilitzacions a favor de l'eliminació del peatge del Túnel de Soller i a favor del retorn de la subvenció als sollerics. El 15 de març s'engegà una campanya exigint la subvenció del túnel, que consistí en la penjada de pancartes i en la recollida de 1819 instàncies.
Davant la no-resposta del Govern de les Illes Balears, i animats per la campanya No vull pagar que al mateix moment s'estava duent a terme al Principat de Catalunya, diversos militants del Col·lectiu Albaïna realitzaren, el dilluns 30 d'abril, una acció de desobediència al peatge del túnel de Sóller negant-se a pagar l'import del peatge. Després que l'intent del matí no tingués èxit, el capvespre sis cotxes bloquejaren tots els carrils del peatge i s'aconseguí l'objectiu que s'obrissin les barreres.
Després del gran ressò mediàtic d'aquesta acció, diversos sollerics realitzaren la mateixa acció pel seu compte. Llavors, el dimarts dia 8 de maig es convocà a tot el poble a una assemblea per constituir la plataforma Mallorca Lliure de Peatges, que comptà amb l'assistència d'alguns centenars de sollerics i de gent d'altres localitats. Aquesta plataforma convocà, el 20 de maig, un No vull pagar massiu al túnel de Sóller, on hi participaren prop d'un centenar de cotxes.

### 2013-2014: Lluita veïnal
El final del 2012 i l'inici del 2013 varen estar fortament marcats pel descobriment de la càmera espia sense senyalitzar instal·lada en un aparcament de Sóller.
En un principi, l'Ajuntament i la policia local afirmaren als mitjans de comunicació que ells desconeixien l'existència d'aquestes càmeres, però unes setmanes més tard acabaren confirmant que el consistori n'era el responsable. El cas passà a mans de l'AEPD, que, el 6 d'agost de 2014 va concloure que l'Ajuntament havia comès una falta greu amb la col·locació de la càmera.
El 2012 també es començà a perfilar dins del poble la Plataforma ciutadana per una valoració cadastral justa. Aquesta plataforma reclamava que l'Ajuntament demanés una nova valoració cadastral, ja que l'actual, feta en temps de la bombolla immobiliària, provocava que l'impost de l'IBI al poble de Sóller fos excessiu per a algunes famílies. La lluita continuà el 2013 i el 2014, amb la consolidació de la Comissió Ciutadana per l'IBI, on hi participà també el Col·lectiu Albaïna.
Un dels altres bastions de la lluita del Col·lectiu Albaïna durant aquest període va ser el descobriment, arrel d'una denúncia d'un particular, de presumptes irregularitats comeses per part de la Fundació privada Miró Pastor. Així mateix, es descobrí que la Fundació, amb el beneplàcit dels Serveis Socials de l'Ajuntament, tenia diverses persones allotjades en infrahabitatges, mentre que les cases destinades a aquest fi eren llogades a preu de mercat. Finalment, els infrahabitatges varen ser tancats i les persones que hi habitaven aconseguiren un altre lloc on viure.
Així mateix, es denuncià la desaparició del conjunt escultòric del Sant Sepulcre de l'escultor català Josep Llimona del cementeri de Son Sang per restaurar-la, tot i que prèviament se sabé que s'estava replicant. Arrel d'aquesta desaparició, el Col·lectiu Albaïna formà la Comissió Josep Llimona juntament amb altres associacions i personalitats destacades del món de la cultura, el patrimoni i l'art. Finalment, el dia 17 de novembre de 2014 l'escultura retorna al cementiri, tot i que la comissió segueix activa per reclamar la protecció del patrimoni arquitectònic de Sóller.

## Diada Nacional
El 31 de desembre se celebra la diada de Mallorca, amb tot un seguit d'actes arreu de l'illa en favor de la llengua, la cultura i l'autodeterminació dels Països Catalans. Des de la primera diada, el Col·lectiu Albaïna ha impulsat la comissió 31D, on alguns ciutadans del poble de Sóller s'agrupen per realitzar actes en favor de l'autodeterminació i del dret a decidir dels pobles.